# Оржевский, Василий Владимирович
Василий Владимирович Оржевский (26 февраля [9 марта] 1797, Тамбовская губерния — 13 [25] сентября 1867, Санкт-Петербург) — директор Департамента полиции исполнительной, тайный советник.

## Биография
Родился 26 февраля (9 марта) 1797 года в имении Оржевка Кирсановского уезда Тамбовской губернии в семье священника. Окончил Тамбовскую духовную  семинарию, а в 1819 году — Петербургскую духовную академию — магистром богословия и назначением бакалавром гражданской истории.

Сын беднейшего, ничтожного деревенского попа, до шестнадцати лет я ходил в лаптях и терпел большую нужду, которая следовала за мною по пятам и в духовных училищах. В каком-то сарае, за дровами, изучал я Цицерона и Фукидида — и вообще учился старательно.— В. В. Оржевский (цит. по:)
Был домашним учителем у князя Кочубея, который, заметив его способности, содействовал ему в службе.
С 1821 года служил в Министерстве внутренних дел: чиновником для особых поручений, секретарём хозяйственного департамента (с мая 1823), секретарём председателя Департамента законов (с 1825).
С декабря 1829 года — начальник II-го отделения Медицинского департамента; с 1830 года возглавлял делопроизводство по Совету министра внутренних дел; с августа 1831 года был начальником III-го отделения Департамента полиции исполнительной, с мая 1836 года — директором канцелярии Министра внутренних дел. В 1837 году был произведён в действительные статские советники и назначен директором Департамента полиции исполнительной. Вышел в отставку осенью 1855 года. Состоял членом Совета Министра внутренних дел, но в работе его активного участия не принимал.
Умер в Санкт-Петербурге 13 (25) сентября 1867 года. По другим источникам скончался 13 октября. Был похоронен на Тихвинском кладбище Александро-Невской лавры (могила не сохранилась).

### Семья
Жена: Параскева (Прасковья) Петровна, дочь купца Петра Минаева. Их дети:
- Владимир (1838 — не ранее 1899) — генерал-майор
- Пётр (1839—1897) — генерал от кавалерии, товарищ министра внутренних дел, командир корпуса жандармов и Виленский, Ковенский и Гродненский генерал-губернатор, сенатор.
- Василий (1841—1854);
- Софья (1841 — 24.03.1908, Кларенс /Швейцария/)
- Николай;
- Параскева (05.10.1844—21.10.1900), была замужем за фон Дризеном, затем за Николаем Карловичем Штрандтманом
- Александр (29.08.1848—16.12.1852)

## Отзывы
Это очень оригинальная личность — угрюм, как говорится, неотеса, выражается всегда и обо всем резко, судит беспощадно, но с какою-то особенной искренностью. Умен, получил прочное классическое образование в здешней духовной академии. … Несмотря на свою угловатость и бесцеремонность с начальством, он сделался необходимым лицом в министерстве, где и приобрел репутацию отличного администратора. С подчиненными он был взыскателен и до крайности груб. Может быть, это и было причиною, что его огласили взяточником, а может быть, он и действительно был таковым. Он говорит, что довольно порядочное состояние, которым теперь владеет, он взял за женою, дочерью богатого купца Минаева. Как бы то ни было, за исключением этой темной стороны его репутации — он один из тех людей, которыми держались у нас министерства и которые, не быв министрами, за них отправляли дела.
— А. В. Никитенко